# Karl Bonnici
Karl Bonnici (23 gennaio 1974) è un ex calciatore maltese, di ruolo difensore.

## Carriera

### Club
Ha giocato nella massima serie maltese con St. George's, Sliema Wanderers e Valletta.

### Nazionale
Con la Nazionale maltese ha giocato una partita nel 1996.